# Rene
|  | No s'ha de confondre amb René. |

Rene (en grec antic Ῥήνη) va ser, segons la mitologia grega, una nimfa del mont Cilene, al Peloponès, una orèada.
Va ser l'amant d'Oileu, rei d'Opunt, i li va donar un fill, Medont, que lluità a la guerra de Troia al costat del seu germanastre Àiax el Petit i que va morir a mans d'Eneas. Es va ajuntar també amb Hermes, del que tingué un fill, Saó, o Samon.